# Manoir de la Cour (Gonfreville)
Pour les articles homonymes, voir Manoir de la Cour.
Le manoir-ferme de la Cour est une ancienne demeure fortifiée, du XVe siècle, remaniée dans la première partie du XVIe et au XVIIe siècle, qui se dresse sur le territoire de la commune française de Gonfreville dans le département de la Manche, en région Normandie. L'édifice est partiellement inscrit au titre des monuments historiques.

## Localisation
Le manoir est situé derrière l'église Saint-Manvieu de Gonfreville, dans le département français de la Manche.

## Description
Le manoir du XVe siècle, remanié dans la première partie du XVIe siècle et au XVIIe siècle, était entièrement clos et ceint de douves. Les ouvertures percées dans la façade arborent un décor Renaissance, notamment la porte à chapiteaux corinthiens et pilastres cannelés et une fenêtre à chambranle et meneaux torsadés.

## Protection
Les façades et toitures du manoir et de ses communs sont inscrites au titre des monuments historiques par arrêté du 14 novembre 1977.

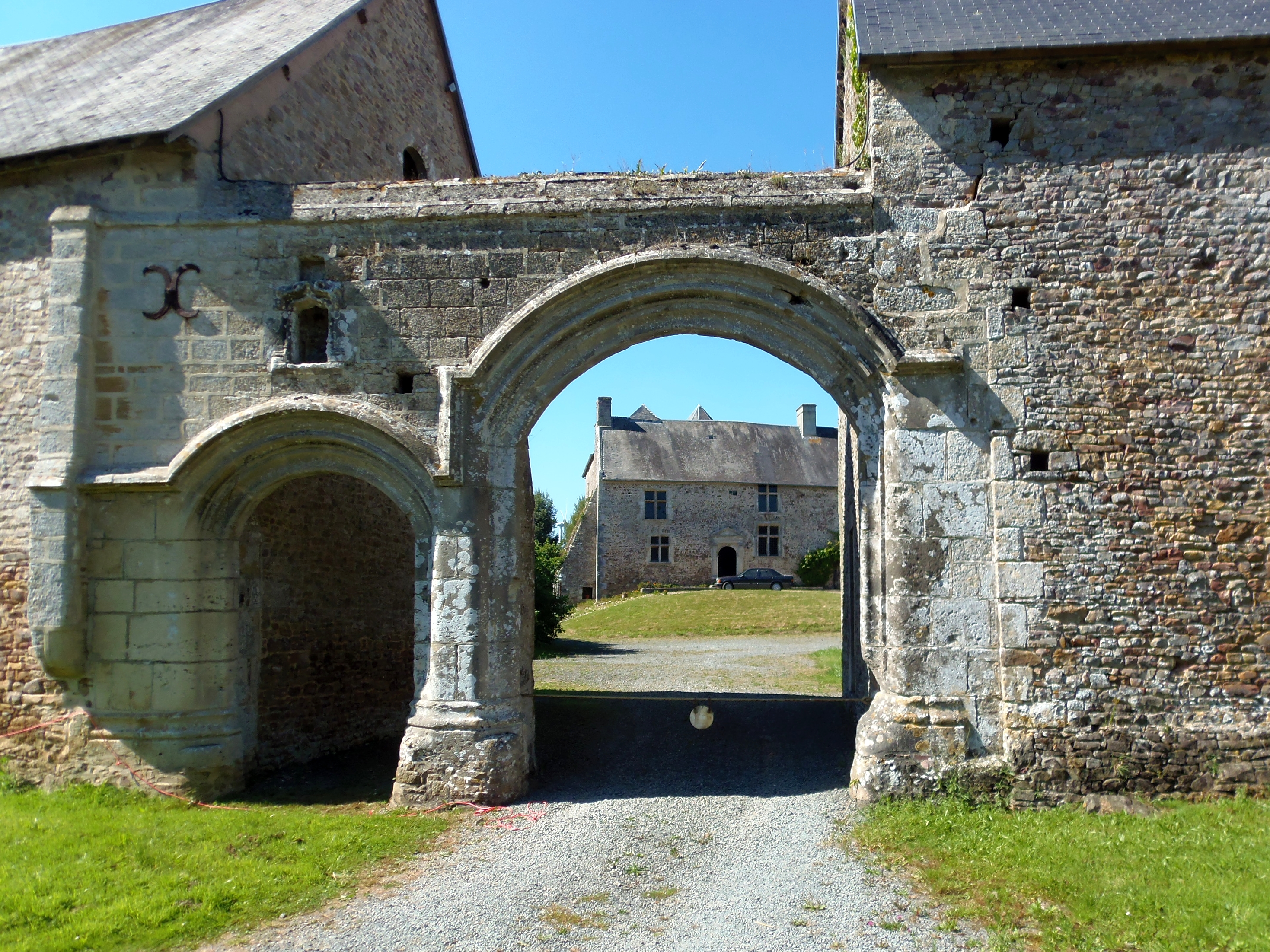
Le portail d'entrée.
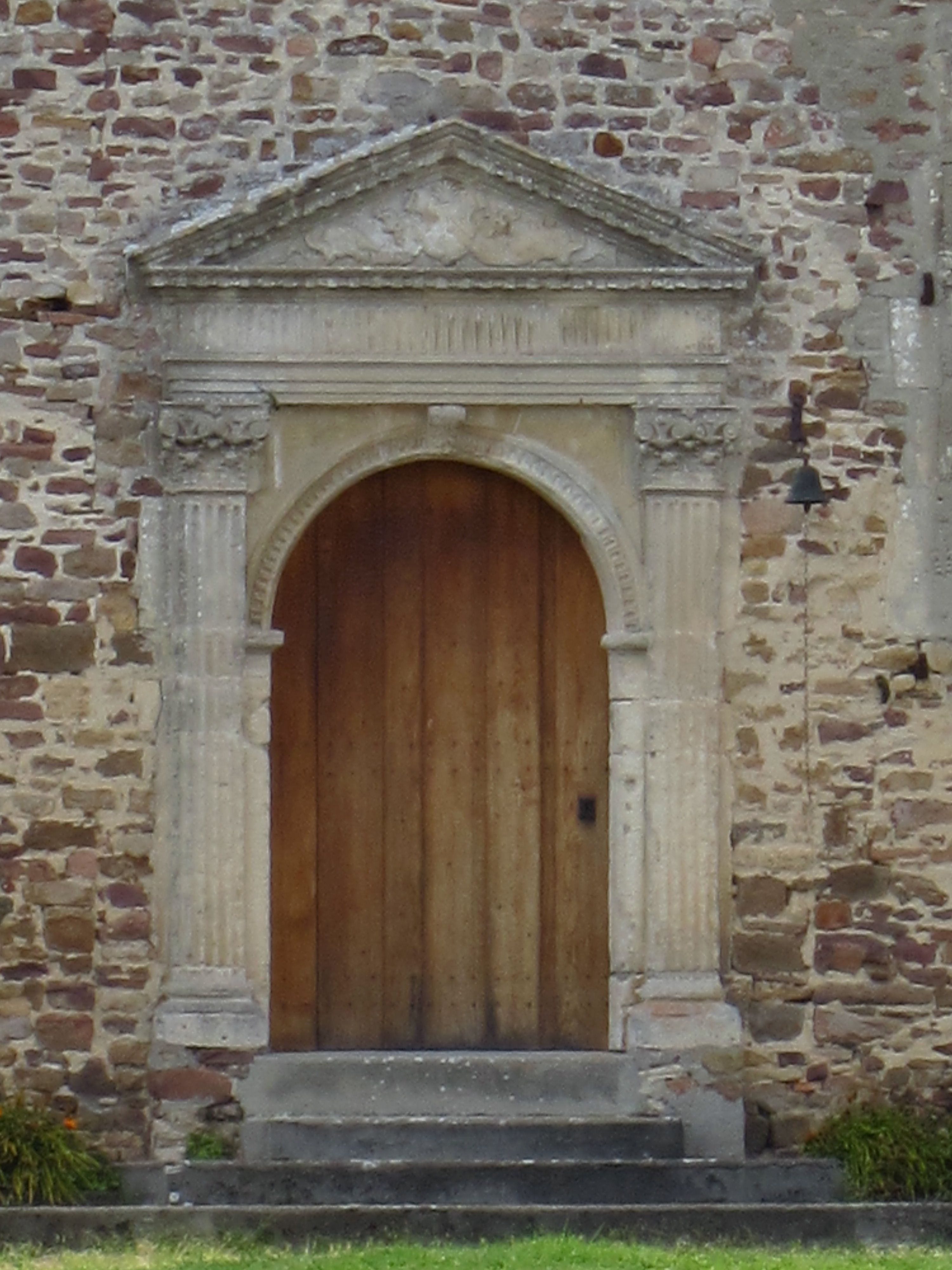
La porte d'entrée du manoir, avec fronton.